# Ashcharya Peiris
Nayana Ashcharya Peiris Jayakody (en cingalés: නයන අෂ්චර්යා පීරීස් ජයකොඩි), también conocida como Ashcharya Peiris, es una diseñadora de moda ciega de Sri Lanka y oradora motivadora. Es la primera diseñadora de moda con discapacidad visual del país y trabaja para la marca de diseño Christina Glory. Ella perdió la vista en una explosión de bomba suicida en 2000. Ella es considerada como la mujer discapacitada prominente en el país.   Era la única mujer de Sri Lanka incluida en la lista de la BBC de 100 mujeres inspiradoras e influyentes de todo el mundo para 2019.

## Carrera
Después de completar su educación primaria en el Devi Balika Vidyalaya, realizó un Diploma en inglés de la Universidad de Warwick . Después de su graduación, trabajó como banquera en el Banco HSBC (Hong Kong & Shanghai Business Corporation). 
La vida de Peiris cambió dramáticamente después de convertirse en víctima de una explosión de bomba suicida reclamada por el LTTE en marzo de 2000 en Rajagiriya, cuando se dirigía a su casa desde el banco mientras conducía el automóvil. Ella perdió la vista en una explosión en la que murieron casi 21 personas y 47 resultaron heridas. Sin embargo, ella sobrevivió por poco de la explosión. Ella perdió su trabajo debido a su discapacidad visual y fue abandonada por su familia y amigos. [cita requerida]
Peiris cambió su carrera y comenzó a trabajar como diseñadora de moda fundando una marca de diseñador, Christina Glory en 2016. La marca también ha aparecido en la Semana de la Moda de Ceilán. Entró en el concurso de diseñadores de moda UP and Coming de Sri Lanka en 2014, donde fue una de las finalistas.
en 2017 fue incluida en la lista de las 10 mujeres más notables de Sri Lanka por Independent Television Network, coincidiendo con el Día Internacional de la Mujer . Ella trabaja como voluntaria para ayudar al Ejército de Sri Lanka a través de la Fundación Arya. Da discursos motivadores y conferencias a mujeres jóvenes, niños y personas discapacitadas. 